# Charlie Ray
Charlie Ray (* 8. März 1992 in New York City, New York) ist eine US-amerikanische Schauspielerin die im Jahr 2005 ihr Schauspieldebüt in der Familienkomödie Little Manhattan feierte. Im Jahr 2006 erhielt sie eine Rolle in dem Filmdrama Company Town als Amanda neben Sherry Stringfield und Michael Michele. Noch im gleichen Jahr spielte sie in der siebten Folge der achten Staffel von Law & Order: Special Victims Unit an der Seite von Ice-T, Mariska Hargitay und Connie Nielsen die Rolle der Belinda.

## Filmografie
- 2005: Little Manhattan
- 2006: Company Town
- 2006: Law & Order: Special Victims Unit